# Park Trammell
Park Monroe Trammell, född 9 april 1876 i Macon County, Alabama, död 8 maj 1936 i Washington, D.C., var en amerikansk demokratisk politiker. Han var den 21:a guvernören i delstaten Florida 1913-1917. Han representerade Florida i USA:s senat från 4 mars 1917 fram till sin död.
Trammell studerade juridik. Han var borgmästare i Lakeland 1899-1903. Han var ledamot av båda kamrarna i delstatens lagstiftande församling och 1905 ordförande i delstatens senat. Han tjänstgjorde som delstatens justitieminister (Florida Attorney General) 1909-1913. Han efterträdde 1913 Albert W. Gilchrist som guvernör i Florida. Han utmanade sittande senatorn Nathan P. Bryan i demokraternas primärval inför senatsvalet 1916 och vann. Han vann sedan själva senatsvalet mot republikanen W.R. O'Neal. Trammell omvaldes 1922, 1928 och 1934. Han avled i ämbetet och efterträddes av Scott Loftin. Trammells grav finns på Roselawn Cemetery i Lakeland.